# Білшина
Білшина (біл. Белшына) — одне з найбільших білоруських підприємств, випускає більше 180 типорозмірів шин для легкових, вантажних, великовантажних автівок, будівельно-дорожніх і підйомно-транспортних машин, електротранспорту, автобусів, тракторів і сільськогосподарських машин.

## Про підприємство
Близько 90 % шин, що випускаються на комбінаті, є радіальними. Всі види продукції (пневматичні шини) захищені патентами за двома параметрама: конструкція та зовнішній вигляд.
Білоруський шинний комбінат ВАТ «Білшина» підтримує ділові відносини з 44 країнами, зокрема і з Україною. Проводяться виставки, відкриття консультаційних відділів, реклама. Основний зовнішньоторговельний партнер підприємства — Росія. Понад 60 % експорту продукції продається там.
За даними за перші 10 місяців 2005 року обсяг виробництва промислової продукції в порівнянні з аналоґічним відтином часу 2004 року склав 120,5 %.
Наприкінці 2005 підприємство приступило до реалізації проєкту по реконструкції виробництва великогабаритних та цільнометалокордних шин радіальної конструкції для кар'єрної техніки. Згідно з проектом, після його реалізації обсяг виробництва нових шин складе 15888 штук на рік. Планується, що до 90 % нової продукції буде експортуватися, при цьому за технічними характеристиками такі шини не поступатимуться продукції провідних зарубіжних виробників. Загальна вартість проєкту становить близько 28 млн євро, фінансування його ведеться як із власних коштів підприємства, так і коштом інвестицій (основним інвестором виступає концерн «Білнафтохім»).

## Історія
Підставою для початку будівництва в Бобруйську Білоруського шинного комбінату (нині ВАТ «Белшина») стали Постанова Ради Міністрів СРСР від 25 березня 1963 № 299 «Про заходи щодо повнішому використанні трудових резервів Білоруської РСР» і рішення ВРНГ СРСР № 90-р від 11 червня 1965, яким було затверджено проектне завдання на будівництво БШК.
Безпосередньо будівництво Білоруського шинного комбінату розпочали у вересні 1965. У 1968 почав діяти блок механічних виробництв (надалі — механічний завод), де збиралося і виготовлялося обладнання для майбутніх цехів виробництва, відпрацьовувались нові методикою складання шин, проходило практичне навчання робочих спеціальностями шинного виробництва.
31 грудня 1971 на експериментальній ділянці блоку механічних виробництв було виготовлено першу білоруську шину для 27-тонного автомобіля марки БелАЗ.
31 грудня 1972 завод розпочав роботу з-над виготовленням великогабаритних шин. Завод масових шин почав діяти з 30 вересня 1976. 31 січня 1985 у складі виробничого об'єднання «Бобруйскшина» почав діяти четвертий за рахунком завод понадвеликогабаритних шин.
У травні 1992 Наказом державного комітету Республіки Білорусь з промисловості та міжгалузевих виробництво виробниче об'єднання «Бобруйскшина» було перетворено в Білоруський шинний комбінат «Білшина».
26 вересня 2002 Могилевський обласний виконавчий комітет ухвалив рішення № 18-13 про реєстрацію відкритого акціонерного товариства «Білшина» (Свідоцтво про державну реєстрацію № 700016217 від 27.09.2002 р.).
У жовтні 2024 року Білоруський розслідувальницький центр заявив, що «Белшина» постачає продукцію для російських оборонних підприємств.

## Міжнародні санкції
9 серпня 2021 року генеральний директор «Білшіни» Андрій Бунаков був включений в список спеціально позначених громадян і заблокованих осіб США. Сама компанія знаходиться в списку з 2011 року, але в 2015—2021 роках санкції проти неї були призупинені.
2 грудня 2021 року «Білшина» потрапила до чорного списку Європейського Союзу. 20 грудня Швейцарія додала компанію до свого санкційного списку. 22 грудня до відповідного пакету санкцій ЄС приєдналися Албанія, Ісландія, Ліхтенштейн, Норвегія, Північна Македонія, Сербія та Чорногорія.
У 2022 році на тлі вторгнення Росії в Україну санкції проти «Білшини» запровадили Японія та Україна.
У березні 2024 року Суд загальної юрисдикції Євросоюзу задовольнив заяву «Білшини» про виключення із санкційного списку ЄС. На думку суду, на момент запровадження санкцій ЄС «Білшина» була збитковою і, отже, не була «суттєвим джерелом доходу» для режиму Лукашенка, тоді як Європейська рада не змогла довести, що звільнення працівників «Білшини» було політичним. причини (офіційно учасників страйку звільнено за прогули).